# Lucien den Arend

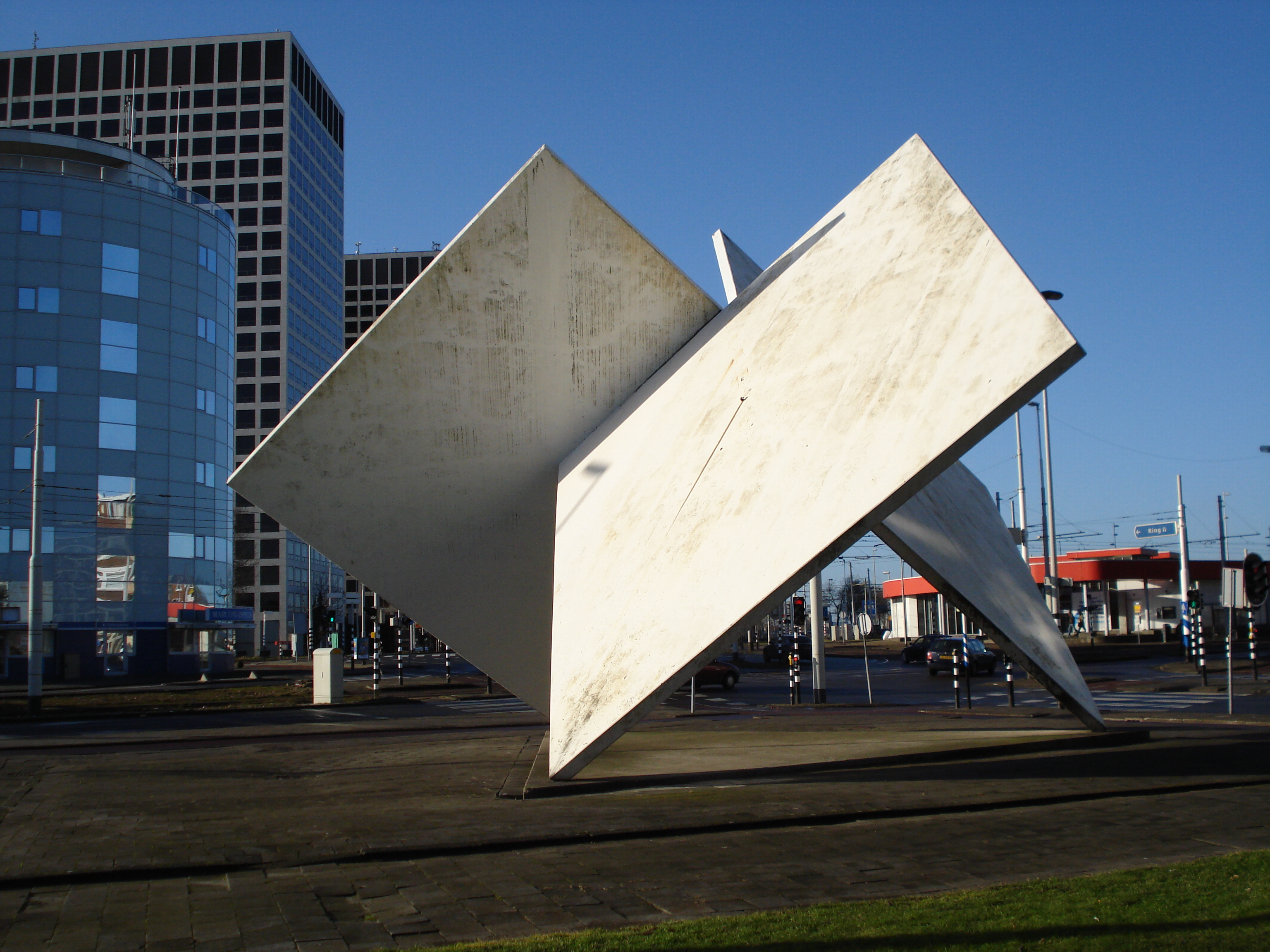
Escultura en Róterdam.

Lucien den Arend  (Dordrecht, 15 de diciembre de 1943)es un escultor neerlandés.
Después de estudiar arte en la Universidad Estatal de California en Long Beach en California, continuó sus estudios en Tilburg, Países Bajos y en la Academia de Bellas Artes de Róterdam. De renombre internacional, es miembro de varias asociaciones de artistas, incluido el Arti "Maatschappij y Amicitiae" de Ámsterdam, el "Pictura" en Dordrecht y la Asociación Finlandesa de escultores "Suomen Kuvanveistäjäliitto" de Helsinki.
Lucien den Arend trabaja principalmente como escultor desde finales de los sesenta. Realiza numerosas obras tales como escultura inscrita en el paisaje urbano circundante y usa diversas técnicas y materiales tales como piedra, acero, tierra, agua y plantas. Lucien den Arend realizó, por ejemplo, una sección de terraplén, un puente y filas paralelas de álamos cerca Dirksland y Middelharnis y en la provincia de Holanda Meridional en los Países Bajos.
Entre sus muchas obras se incluye la construcción en acero inoxidable colocada en Kemijärvi (Finlandia) por encima del círculo polar ártico en 1990. Lucien den Arend también vive desde 2003 en Finlandia.
Lucien den Arend no se siente limitado en ningún temaa técnico. Sus obras consisten en piezas desplazables y obras fijas.
La escultura para la plaza Marconi en Róterdam que realizó entre 1983 y 1987 es un ejemplo de escultura monumental realizada por Lucien den Arend. Las obras de Lucien den Arend se distribuyen en cincuenta y cinco ciudades en los Países Bajos y Finlandia.